# Cícero Lins
Cícero Rosa Lins, mais conhecido por Cícero, (Rio de Janeiro, RJ, 7 de abril de 1986) é um cantor, compositor e produtor brasileiro.

## Carreira
Antes de graduar-se em Direito, o músico integrou em 2003, no ensino médio (no qual se formou no Colégio Técnico da UFRRJ, localizado em Seropédica), a banda de indie rock Alice, com a qual que gravou dois discos (Anteluz, de 2005, e Ruído, de 2007), mas que acabou em 2008.
Cícero lançou em 2011 seu primeiro CD, Canções de Apartamento, produzindo, gravando e tocando todos os instrumentos em casa e disponibilizando para download gratuito. Fortemente inspirado pela MPB e bossa nova, chega a fazer referências explícitas em algumas canções, como a lembrança de “Dindi” de Tom Jobim na faixa “Pelo Interfone” ou de Braguinha na marchinha arrastada “Laiá Laiá”.
O disco rendeu dois Prêmios Multishow de Música Brasileira em 2012, nas categorias Música Compartilhada (pelo disco) e Versão do Ano (pela sua versão da canção “Conversa de Botas Batidas”, do Los Hermanos).
Gravado novamente de forma caseira, Cícero lança em 2013 seu segundo disco, Sábado, desta vez com participações de Marcelo Camelo, Silva e Mahmundi.
Em 2015, Cícero divulgou seu disco A Praia, seu terceiro álbum de inéditas.
Cícero & Albatroz é o quarto álbum do carioca, que foi lançado em 08 de dezembro de 2017 pela Sony Music. O primeiro registro do novo trabalho, a música "A Cidade", foi divulgado por meio de um clipe no YouTube, além de estar disponível para streaming.

## Discografia
- Canções de Apartamento (2011)
- Sábado (2013)
- A Praia  (2015)
- Cícero & Albatroz  (2017)
- Cosmo (2020)
- Concerto 1 (2025)
- Uma Onda Em Pedaços (2025)

## Prêmios e indicações

### Prêmio Multishow
| Ano  | Categoria            | Indicação                 | Resultado |
| ---- | -------------------- | ------------------------- | --------- |
| 2012 | Versão do Ano        | Conversa de Botas Batidas | Venceu    |
| 2012 | Música Compartilhada | Canções de Apartamento    | Venceu    |
| 2012 | Artista Revelação    | Cícero                    | Indicado  |

### Prêmio Contigo! MPB FM
| Ano  | Categoria                 | Indicação              | Resultado |
| ---- | ------------------------- | ---------------------- | --------- |
| 2012 | Melhor Álbum Independente | Canções de Apartamento | Indicado  |